# Neocompsa agnosta
Neocompsa agnosta es una especie de coleópteros perteneciente a la familia Cerambycidae. Fue descrita por Martins en 1970. Se encuentra en México.